# Molophilus remulsus
Molophilus remulsus är en tvåvingeart som beskrevs av Alexander 1932. Molophilus remulsus ingår i släktet Molophilus och familjen småharkrankar. Inga underarter finns listade i Catalogue of Life.